# Hypolimnas unicolor
Hypolimnas unicolor är en fjärilsart som beskrevs av Osbert Salvin och Frederick DuCane Godman 1877. Hypolimnas unicolor ingår i släktet Hypolimnas och familjen praktfjärilar. Inga underarter finns listade i Catalogue of Life.